# Kyrylo Vinkovskyj
Kyrylo Maksym Vinkovskyj, cyrilicí Кирило Максим Вінковський (12. května 1808 – 2. února 1865 Vídeň-Josefstadt), byl rakouský úředník a politik rusínské (ukrajinské) národnosti z Haliče, během revolučního roku 1848 poslanec Říšského sněmu.

## Biografie
Měl titul doktora práv. Roku 1849 se uvádí jako Cyrill Wienkowsky, fiskální adjunkt ve Lvově.
Během revolučního roku 1848 se zapojil do veřejného dění. Byl členem výboru Ruskyj sobor (Руський Собор) ve Lvově, sdružujícího polonofilské rusínské osobnosti. Byl též členem sdružení Holovna ruska rada (Головна Руська Рада). Snažil se do haličské petice císaři vnést i zmínku o Rusínech, což narazilo na odpor Poláků. Byl tehdy členem organizace Stavropihijskyj instytut (Ставропігійський інститут). Ve volbách roku 1848 byl zvolen i na ústavodárný Říšský sněm. Zastupoval volební obvod Javoriv. Tehdy se uváděl coby fiskální adjunkt. Náležel ke sněmovní levici. Patřil mezi ukrajinské poslance.
Zemřel v únoru 1865 ve věku 56 let na otok plic. Uvádí se jako Cyrill Wienkowski, c. k. finanční rada.